# Костер, Николас
Николас Костер (англ. Nicolas Coster; 3 декабря 1933, Лондон — 26 июня 2023, Флорида) — американский актёр британского происхождения. В основном известен как актёр телесериалов.

## Биография
Родился в Лондоне, Англия, Великобритания. Мать гражданка США, отец из Новой Зеландии, был лондонским театральным критиком и моряком. Костер вырос в США, в основном в штате Калифорния.
Костер вернулся в Англию, чтобы изучать актёрское мастерство в Королевской академии драматического искусства. Он также изучал актёрское мастерство у Ли Страссберга в Нью-Йорке. Костер играл в пьесах Twigs с Садой Томпсон, Seesaw с Мишель Ли, Otherwise Engaged с Томом Кортни, и Little Foxes с Элизабет Тейлор, которая была поставлена на Бродвее и в Victoria Theatre в Лондоне.
Первая его роль была на NBC в мыльной опере «Молодой доктор Мэлоун». Позже была роль профессора Пола Бриттона в сериале «Секретный шторм» в 1964 году и в 1967—1968 годы. Сыграл Джона Олдрича, в мыльной опере, шедшей в прайм-тайм, «Наш внутренний мир». Он играл также Роберта Делани в сериалах «Сомерсет» и «Другой мир».
Позже он сыграл Энтони Макану, гангстера, ставшего информатором, в сериале «Одна жизнь, чтобы жить». Затем он сыграл роль Лайонела Локриджа в знаменитой мыльной опере «Санта-Барбара» и роль Стива Эндрюса в сериале «Все мои дети» на канале ABC.
Костер был инструктором по дайвингу и основал фонд, организующий поездки и обучение дайвингу для людей с ограниченными возможностями. У него была лицензия капитана.
Костер был женат, после него остались трое детей (двое от предыдущего брака с актрисой Кэндес Хиллигосс, с которой он развёлся в 1981 году).
Умер 26 июня 2023 года.

## Избранная фильмография
| Год       |   | Русское название           | Оригинальное название      | Роль                    |
| --------- | - | -------------------------- | -------------------------- | ----------------------- |
| 1955      | ф | Город теней                | City of Shadows            | Рой Феллоуз             |
| 1970—1980 | с | Другой мир                 | Another World              | Роберт Делани           |
| 1978—1980 | с | Даллас                     | Dallas                     | Лайл Слоан / Джо Моррис |
| 1980      | ф | Маленькие прелестницы      | Little Darlings            | мистер Уитни            |
| 1981      | ф | Преследование Д. Б. Купера | The Pursuit of D.B. Cooper | Эйвери                  |
| 1984      | с | Одна жизнь, чтобы жить     | One Life to Live           | Энтони Макана           |
| 1984—1993 | с | Санта-Барбара              | Santa Barbara              | Лайонел Локридж         |
| 1988      | ф | Большой бизнес             | Big Business               | Хант Шелтон             |
| 1990      | ф | На рассвете                | By Dawn’s Early Light      | генерал Реннинг         |
| 1998—1999 | с | Третья планета от Солнца   | 3rd Rock from the Sun      | канцлер Стивенс         |
| 2016      | с | Молодой Папа               | The Young Pope             | американский журналист  |
| 2020      | ф | Глубоководные              | Deep Ones                  | Финли                   |